# Robert Retherford
Robert Curtis Retherford (ur. 1912, zm. 1981) – amerykański fizyk. Był studentem Willisa Lamba na wydziale Columbia Radiation Laboratory na uniwersytecie Columbia. Retherford i Lamb przeprowadzili eksperyment (obecnie znany jako eksperyment Lamba-Retherforda), który ujawnił przesunięcie Lamba w drobnej strukturze wodoru, co stanowiło decydujący krok eksperymentalny w kierunku nowego zrozumienia elektrodynamiki kwantowej.